# Stichting INGKA Foundation

Organisatiestructuur (ondersteboven, hoogste holding staat onderaan)

De Stichting INGKA Foundation is een Nederlandse stichting die in 1982 door IKEA-oprichter Ingvar Kamprad werd opgezet. Kamprad was tot aan zijn dood op 28 januari 2018 voorzitter van de stichting. De stichting is de eigenaar van de INGKA Holding in Leiden, de houdstermaatschappij van IKEA Group, die de meeste IKEA-vestigingen in de wereld bezit en exploiteert. De geschatte waarde van de stichting in 2006 was 28 miljard euro. De status als algemeen nut beogende instelling (ANBI) van INGKA Foundation werd in 2009 ingetrokken omdat de vrijgevigheid te gering was. De stichting is onderdeel van een bedrijfsstructuur die de belastingafdracht van het IKEA-concern drukt en overname bemoeilijkt, zodat het bedrijf in handen van de oprichters blijft.
De stichting is niet de eigenaar van het merk IKEA en het overige intellectuele eigendom van het concern: die zijn eigendom van Inter IKEA Systems B.V. uit Delft, dat weer onder een Luxemburgse firma hangt. De bedrijven onder Inter IKEA betalen licentiekosten voor het intellectueel eigendom aan de INGKA-bedrijven, hetgeen hun belastbare winst drukt. Boven INGKA en Inter IKEA staat nog een holdingmaatschappij in Liechtenstein.
Statutair doel van de Stichting INGKA Foundation is geld te verstrekken aan de Stichting IKEA Foundation, die daarmee 'innovatie op het gebied van architectuur en design' zou moeten bevorderen. Ook deze stichting staat bekend om zijn zuinigheid met donaties. IKEA Foundation heeft nog wel de ANBI-status.